# White Skull

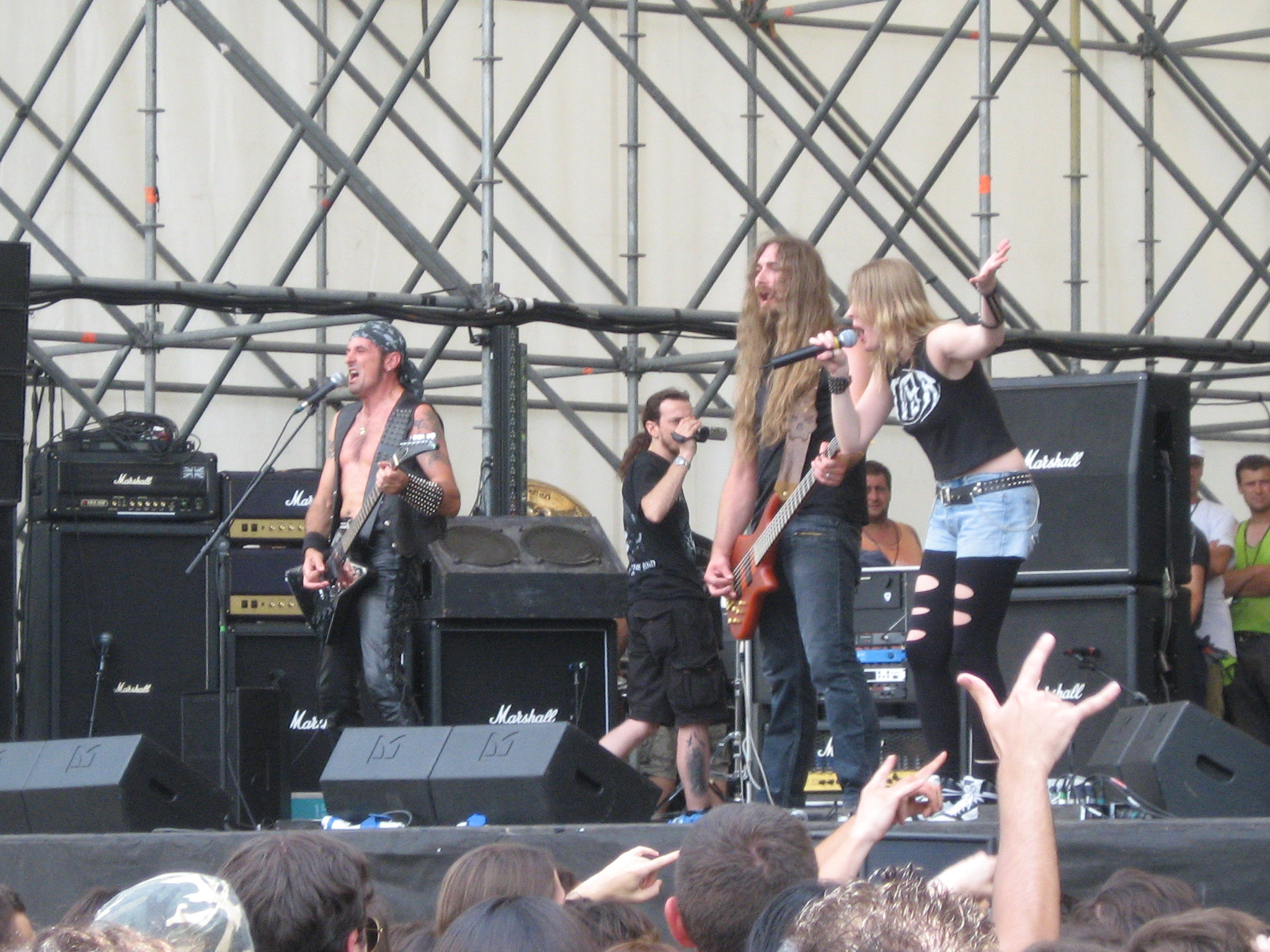
White Skull vid Rockin field festival 2008

White Skull är ett italienskt power metal-band, bildat 1988.

## Diskografi

### Studioalbum
- 1995 – I Won't Burn Alone
- 1997 – Embittered
- 1999 – Tales From the North
- 2000 – Public Glory, Secret Agony
- 2002 – The Dark Age
- 2004 – The XIII Skull
- 2006 – The Ring of the Ancients
- 2009 - Forever Fight